# Статуа Линколна
Статуа Линколна је историјска структура која се налази на подручју суда округа Грин у Џеферсону, у Сједињеним Америчким Државама. Подигнута је 1918. године и нашла се на Националном регистру историјских места 1993. године. Статуа је реплика В. Гренвил Хејстингове статуе у Синсинатију, Охају и била је дар господина и госпође С.Б. Вилсон.